# Volta ao Algarve 2022
48. ročník etapového cyklistického závodu Volta ao Algarve se konal mezi 16. a 20. únorem 2022 v portugalském regionu Algarve. Celkovým vítězem se stal Belgičan Remco Evenepoel z týmu Quick-Step–Alpha Vinyl, jenž tak navázal na svůj triumf z roku 2020. Na druhém a třetím místě se umístili Američan Brandon McNulty (UAE Team Emirates) a Kolumbijec Daniel Felipe Martínez (Ineos Grenadiers). Závod byl součástí UCI ProSeries 2022 na úrovni 2.Pro.
Po odložení ročníku 2021 na květen kvůli pandemii covidu-19 v Portugalsku se závod vrátil zpět do svého obvyklého termínu v polovině února.

## Týmy
Závodu se zúčastnilo 10 z 18 UCI WorldTeamů, 5 UCI ProTeamů a 10 UCI Continental týmů. Pouze 5 týmů nenastoupilo do závodu s plným počtem 7 jezdců. Týmy Groupama–FDJ a Trek–Segafredo nastoupily s 6 závodníky, zatímco týmy Human Powered Health, Team Jumbo–Visma a UAE Team Emirates přijely pouze s 5 závodníky. Závod tak odstartovalo 167 jezdců. Do cíle na Alto do Malhão dojelo 133 z nich.
UCI WorldTeamy
- Astana Qazaqstan Team
- Bora–Hansgrohe
- Cofidis
- Groupama–FDJ
- Ineos Grenadiers
- Intermarché–Wanty–Gobert Matériaux
- Quick-Step–Alpha Vinyl
- Team Jumbo–Visma
- Trek–Segafredo
- UAE Team Emirates

UCI ProTeamy
- Alpecin–Fenix
- Arkéa–Samsic
- Caja Rural–Seguros RGA
- Euskaltel–Euskadi
- Human Powered Health

UCI Continental týmy
- ABTF–Feirense
- Atum General–Tavira–AP Maria Nova Hotel
- Aviludo–Louletano–Loulé Concelho
- Efapel Cycling
- Glassdrive–Q8–Anicolor
- Kelly–Simoldes–UDO
- LA Alumínios–Credibom–Marcos Car
- Rádio Popular–Paredes–Boavista
- Tavfer–Mortágua–Ovos Matinados
- W52–FC Porto

## Trasa a etapy
| Etapa         | Datum         | Trasa                                | Vzdálenost | Typ      | Typ                  | Vítěz                 |
| ------------- | ------------- | ------------------------------------ | ---------- | -------- | -------------------- | --------------------- |
| 1             | 16. února     | Portimão – Lagos                     | 199,1 km   |          | Rovinatá etapa       | Fabio Jakobsen (NED)  |
| 2             | 17. února     | Albufeira – Alto da Fóia (Monchique) | 182,4 km   |          | Horská etapa         | David Gaudu (FRA)     |
| 3             | 18. února     | Almodôvar – Faro                     | 211,4 km   |          | Rovinatá etapa       | Fabio Jakobsen (NED)  |
| 4             | 19. února     | Vila Real de Santo António – Tavira  | 32,2 km    |          | Individuální časovka | Remco Evenepoel (BEL) |
| 5             | 20. února     | Lagoa – Alto do Malhão (Loulé)       | 173 km     |          | Horská etapa         | Sergio Higuita (COL)  |
| Celková délka | Celková délka | Celková délka                        | 798,1 km   | 798,1 km | 798,1 km             | 798,1 km              |

## Průběžné pořadí
| Etapa          | Vítěz           | Celkové pořadí  | Bodovací soutěž | Vrchařská soutěž | Soutěž mladých jezdců | Soutěž týmů            |
| -------------- | --------------- | --------------- | --------------- | ---------------- | --------------------- | ---------------------- |
| 1              | Fabio Jakobsen  | Fabio Jakobsen  | Fabio Jakobsen  | João Matias      | Remco Evenepoel       | Quick-Step–Alpha Vinyl |
| 2              | David Gaudu     | David Gaudu     | Fabio Jakobsen  | David Gaudu      | Remco Evenepoel       | Ineos Grenadiers       |
| 3              | Fabio Jakobsen  | David Gaudu     | Fabio Jakobsen  | João Matias      | Remco Evenepoel       | Ineos Grenadiers       |
| 4              | Remco Evenepoel | Remco Evenepoel | Fabio Jakobsen  | João Matias      | Remco Evenepoel       | Ineos Grenadiers       |
| 5              | Sergio Higuita  | Remco Evenepoel | Fabio Jakobsen  | João Matias      | Remco Evenepoel       | Ineos Grenadiers       |
| Konečné pořadí | Konečné pořadí  | Remco Evenepoel | Fabio Jakobsen  | João Matias      | Remco Evenepoel       | Ineos Grenadiers       |

- Ve 2. etapě nosil Bryan Coquard, jenž byl druhý v bodovací soutěži, zelený dres, protože lídr této klasifikace Fabio Jakobsen nosil žlutý dres vedoucího závodníka celkového pořadí.
- Ve 3. etapě nosil João Matias, jenž byl druhý ve vrchařské soutěži, modrý dres, protože lídr této klasifikace David Gaudu nosil žlutý dres vedoucího závodníka celkového pořadí.
- V 5. etapě nosil Johannes Staune-Mittet, jenž byl druhý v soutěži mladých jezdců, bílý dres, protože lídr této klasifikace Remco Evenepoel nosil žlutý dres vedoucího závodníka celkového pořadí.

## Konečné pořadí
| Legenda | Legenda                         | Legenda | Legenda                               |
| ------- | ------------------------------- | ------- | ------------------------------------- |
|         | Označuje lídra celkového pořadí |         | Označuje lídra vrchařské soutěže      |
|         | Označuje lídra bodovací soutěže |         | Označuje lídra soutěže mladých jezdců |

### Celkové pořadí
| Pořadí | Jezdec                       | Tým                                | Čas         |
| ------ | ---------------------------- | ---------------------------------- | ----------- |
| 1      | Remco Evenepoel (BEL)        | Quick-Step–Alpha Vinyl             | 19h 35' 03" |
| 2      | Brandon McNulty (USA)        | UAE Team Emirates                  | + 1' 17"    |
| 3      | Daniel Felipe Martínez (COL) | Ineos Grenadiers                   | + 1' 21"    |
| 4      | Ethan Hayter (GBR)           | Ineos Grenadiers                   | + 1' 39"    |
| 5      | David Gaudu (FRA)            | Groupama–FDJ                       | + 2' 00"    |
| 6      | Tobias Foss (NOR)            | Team Jumbo–Visma                   | + 2' 04"    |
| 7      | Stefan Küng (SUI)            | Groupama–FDJ                       | + 2' 16"    |
| 8      | Thibault Guernalec (FRA)     | Arkéa–Samsic                       | + 2' 41"    |
| 9      | Sven Erik Bystrøm (NOR)      | Intermarché–Wanty–Gobert Matériaux | + 3' 13"    |
| 10     | Dylan van Baarle (NED)       | Ineos Grenadiers                   | + 3' 38"    |

### Bodovací soutěž
| Pořadí | Jezdec                       | Tým                                | Body |
| ------ | ---------------------------- | ---------------------------------- | ---- |
| 1      | Fabio Jakobsen (NED)         | Quick-Step–Alpha Vinyl             | 51   |
| 2      | Bryan Coquard (FRA)          | Cofidis                            | 36   |
| 3      | Alexander Kristoff (NOR)     | Intermarché–Wanty–Gobert Matériaux | 29   |
| 4      | David Gaudu (FRA)            | Groupama–FDJ                       | 23   |
| 5      | Brandon McNulty (USA)        | UAE Team Emirates                  | 20   |
| 6      | Tim Merlier (BEL)            | Alpecin–Fenix                      | 20   |
| 7      | Daniel Felipe Martínez (COL) | Ineos Grenadiers                   | 18   |
| 8      | Remco Evenepoel (BEL)        | Quick-Step–Alpha Vinyl             | 17   |
| 9      | Michele Gazzoli (ITA)        | Astana Qazaqstan Team              | 17   |
| 10     | Sergio Higuita (COL)         | Bora–Hansgrohe                     | 15   |

### Vrchařská soutěž
| Pořadí | Jezdec                       | Tým                            | Body |
| ------ | ---------------------------- | ------------------------------ | ---- |
| 1      | João Matias (POR)            | Tavfer–Mortágua–Ovos Matinados | 30   |
| 2      | David Gaudu (FRA)            | Groupama–FDJ                   | 24   |
| 3      | Dries De Bondt (BEL)         | Alpecin–Fenix                  | 24   |
| 4      | Ethan Hayter (GBR)           | Ineos Grenadiers               | 21   |
| 5      | Brandon McNulty (USA)        | UAE Team Emirates              | 14   |
| 6      | Jonathan Castroviejo (ESP)   | Ineos Grenadiers               | 12   |
| 7      | Sergio Higuita (COL)         | Bora–Hansgrohe                 | 12   |
| 8      | Ben Tulett (GBR)             | Ineos Grenadiers               | 10   |
| 9      | Daniel Felipe Martínez (COL) | Ineos Grenadiers               | 7    |
| 10     | José Fernandes (POR)         | W52–FC Porto                   | 6    |

### Soutěž mladých jezdců
| Pořadí | Jezdec                       | Tým                              | Čas         |
| ------ | ---------------------------- | -------------------------------- | ----------- |
| 1      | Remco Evenepoel (BEL)        | Quick-Step–Alpha Vinyl           | 19h 35' 03" |
| 2      | Johannes Staune-Mittet (NOR) | Team Jumbo–Visma                 | + 11' 32"   |
| 3      | Pedro Pinto (POR)            | Tavfer–Mortágua–Ovos Matinados   | + 12' 05"   |
| 4      | António Ferreira (POR)       | Kelly–Simoldes–UDO               | + 26' 10"   |
| 5      | Afonso Silva (POR)           | Kelly–Simoldes–UDO               | + 27' 11"   |
| 6      | Vinício Rodrigues (POR)      | Rádio Popular–Paredes–Boavista   | + 32' 56"   |
| 7      | Michel Hessmann (GER)        | Team Jumbo–Visma                 | + 33' 45"   |
| 8      | Hélder Gonçalves (POR)       | Kelly–Simoldes–UDO               | + 34' 00"   |
| 9      | Rúben Simão (POR)            | LA Alumínios–Credibom–Marcos Car | + 39' 19"   |
| 10     | Ben Tulett (GBR)             | Ineos Grenadiers                 | + 39' 51"   |

### Soutěž týmů
| Pořadí | Tým                                | Čas         |
| ------ | ---------------------------------- | ----------- |
| 1      | Ineos Grenadiers                   | 58h 51' 40" |
| 2      | Arkéa–Samsic                       | + 3' 57"    |
| 3      | Groupama–FDJ                       | + 6' 26"    |
| 4      | Trek–Segafredo                     | + 13' 20"   |
| 5      | Team Jumbo–Visma                   | + 14' 27"   |
| 6      | Bora–Hansgrohe                     | + 18' 32"   |
| 7      | Intermarché–Wanty–Gobert Matériaux | + 23' 01"   |
| 8      | W52–FC Porto                       | + 25' 49"   |
| 9      | Caja Rural–Seguros RGA             | + 26' 05"   |
| 10     | Alpecin–Fenix                      | + 26' 29"   |